# エーワンベーカリーのうた
「エーワンベーカリーのうた」は、1961年頃に発表された日本のコマーシャルソングである。

## 概要
この楽曲は大阪市北区南森町に本社があり、新梅田食道街と天王寺駅に店舗を構えるエーワンベーカリーのPRを目的としたコマーシャルソングとして作成されたものである。
歌詞は3番まであり、1番が洋菓子を、2番がパンを、3番がアイスクリームをイメージして作成された。
この楽曲はザ・ピーナッツが歌唱した。作詞は花田鶴彦、作曲は同時期に「若い季節」を担当した桜井順であった。
当時エーワンベーカリーは、この楽曲が収録されたソノシートを店頭でクリスマスケーキの購入者に配布していた。ただし、このソノシートはこの楽曲以外にもクリスマスの定番ソングである小鳩くるみの「きよしこの夜」/和田弘とマヒナスターズの「ジングル・ベル」も収録されたものであった。
ザ・ピーナッツが引退したこと、エーワンベーカリーもCM放送を行わなくなったこともあり、現在ではこの楽曲は使用されていないが、2004年11月26日発売の「ザ・ピーナッツ メモリーズBOX」の7枚目「レア・モア・コレクション」に収録されている。
なお、音源は2番までしかなく、3番の音源は残っていない。配布されたソノシートも3番が未収録となっていた。このため、『ザ・ピーナッツ メモリーズBOX』も本楽曲は2番までの音源しか収録されていない。
日本音楽著作権協会 (JASRAC) に届出の楽曲題名は「エーワンベーカリーのうた」となっており、漢字書きの「エーワンベーカリーの歌」ではない。